# 아메리칸 인벤터
《아메리칸 인벤터》는 2006년부터 2007년까지 미국에서 방송된 발명 대결 프로그램이다.